# Al Kharroub
Al Kharroub (en àrab الخروب, al-Ḫarrūb; en amazic ⵍⵅⵕⵕⵓⴱ) és una comuna rural de la província de Tetuan, a la regió de Tànger-Tetuan-Al Hoceima, al Marroc. Segons el cens de 2014 tenia una població total de 2.510 persones.